# Premier cru

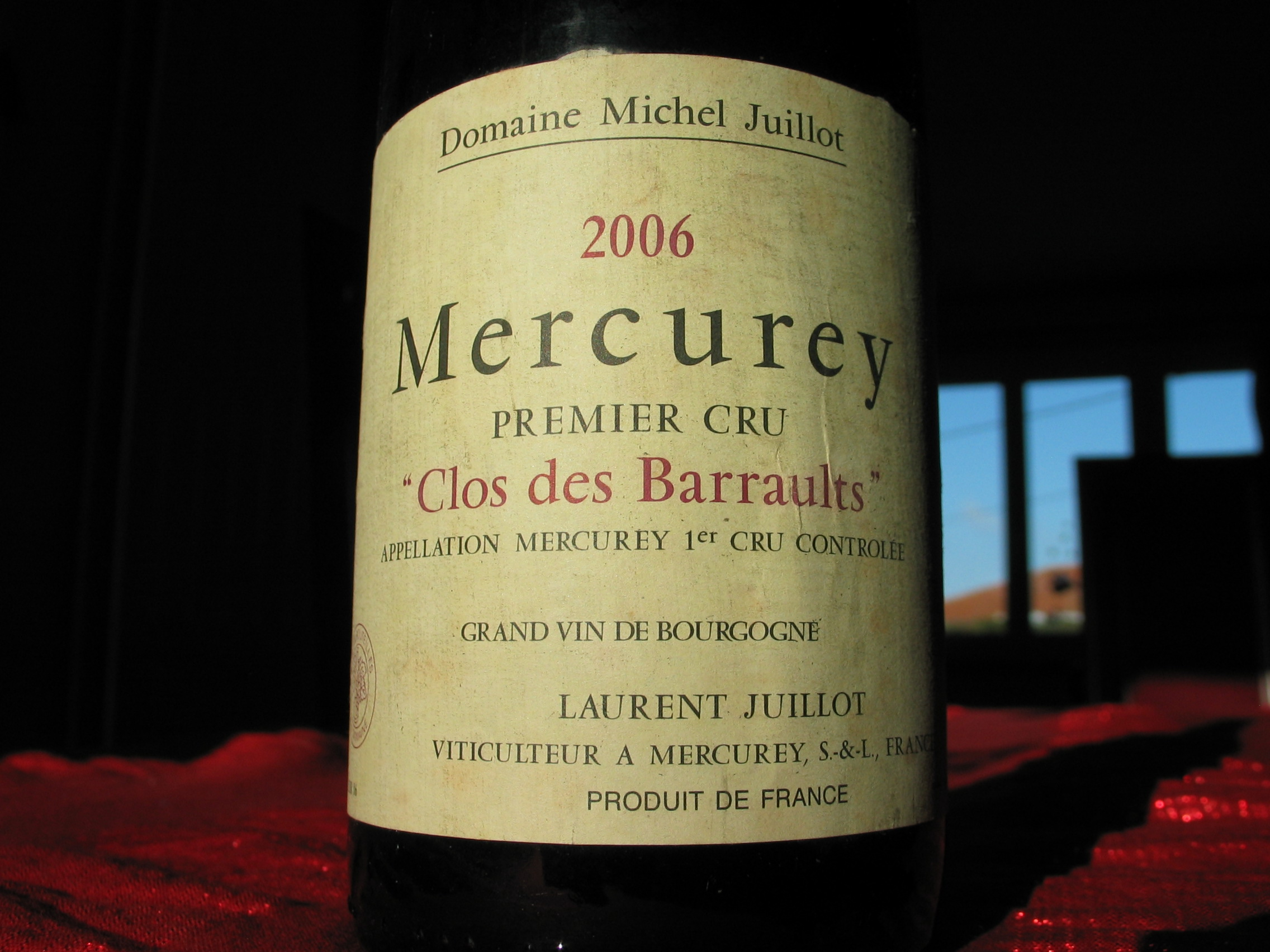
Premier cru

Premier cru is een in de wijnbouw gebruikte term die letterlijk "eerste oogst" betekent. De term "eerste" verwijst daarbij naar de kwaliteit. De term is in de Franse wetgeving vastgelegd en dan ook wettelijk beschermd. In de verschillende wijngebieden van Frankrijk heeft het begrip "premier cru" verschillende betekenissen. Zie ook Grand cru.
In sommige wijngebieden heeft het begrip premier cru betrekking op de opbrengst van een wijngaard binnen de Appellation d'Origine Contrôlée. In de Champagne zijn er 34 premier-cru-gemeenten en alle druiven uit deze gemeenten vallen onder dezelfde cru.
champagne · 
Dom Pérignon · 
champagnehuis · 
méthode traditionnelle · 
roséchampagne · 
rosé de saignée ·  
pinot noir · 
pinot meunier · 
chardonnay · 
voltis · 
échelle des crus · 
grand cru · 
premier cru · 
tête de cuvée · 
taille · 
Montagne de Reims · 
Côte des Blancs · 
coteaux champenois · 
alcoholische gisting · 
malolactische fermentatie · 
assemblage · 
réserve · 
liqueur de tirage · 
sur lattes · 
prise de mousse · 
mousse · 
à point · 
remuage · 
dégorgement · 
liqueur d'expédition · 
millésime · 
monocépage · 
clos · 
blanc de blancs · 
blanc de noirs · 
brut sans année · 
kometenwijn · 
cuvée de prestige · 
dosage · 
muselet · 
brut · 
formaat van champagneflessen · 
afkortingen op etiketten